# Cmentarz wojenny nr 363 – Mszana Dolna
Cmentarz wojenny nr 363 Mszana Dolna – cmentarz wojenny z okresu I wojny światowej znajdujący się w mieście Mszana Dolna,  w województwie małopolskim, w powiecie limanowskim. Należy do okręgu X (Limanowa) Oddziału Grobów Wojennych C. i K. Komendantury Wojskowej w Krakowie. Jest jednym z 400 cmentarzy tego oddziału, z tego w okręgu limanowskim jest ich 36.

## Opis cmentarza
Zaprojektowany został przez austriackiego architekta Gustawa Ludwiga i wykonany jako oddzielna kwatera w górnym narożniku cmentarza parafialnego w Mszanie Dolnej. Ogrodzenie stanowi mur z kamienia łupanego. Wkomponowano w niego dwa duże betonowe krzyże z nałożonymi krzyżami żeliwnymi. Jeden z tych krzyży to jednoramienny krzyż łaciński, drugi to dwuramienny krzyż lotaryński. Wejście przez metalową, jednoskrzydłową furtkę ze stylizowanym krzyżem.  Przez środek cmentarza do jednoramiennego krzyża prowadzi alejka wyłożona kostką brukową, jej część zajmuje nagrobek legionistów polskich z 1914 r. Pozostałe nagrobki rozmieszczono w narożnikach cmentarza. Są to betonowe stele z żeliwnymi krzyżami. Jest ich 5 rodzajów:
- o ściętych narożach z krzyżem maltańskim i wieńcem laurowym,
- o trójkątnym szczycie z krzyżem maltańskim i wieńcem laurowym,
- o trójkątnym szczycie z krzyżem lotaryńskim i wieńcem laurowym,
- o okrągłym szczycie z krzyżem maltańskim i wieńcem z liści dębu,
- o okrągłym szczycie z krzyżem lotaryńskim,

Pod krzyżami na stelach umieszczono tabliczki z nazwiskami pochowanych żołnierzy.
Ponadto w kwaterze tego cmentarza są dwa nagrobki żołnierzy Wojska Polskiego z 1939 r. Mają postać mogił ziemnych, u szczytu których zamontowano krzyże łacińskie i kamienną płytę z napisem i emblematem Orderu Krzyża Grunwaldu.

## Polegli
W 31 grobach pojedynczych i 2 zbiorowych pochowano 32 żołnierzy poległych podczas I wojny światowej, w tym:
- 20 żołnierzy armii austro-węgierskiej,
- 2 żołnierzy armii niemieckiej,
- 10 żołnierzy armii rosyjskiej[4].

Ponadto pochowano legionistę polskiego z 1914 r. i 5 żołnierzy polskich poległych we wrześniu 1939 r.  Zidentyfikowano 33 żołnierzy, niezidentyfikowano 5 (2 z armii austro-węgierskiej i 3 z armii rosyjskiej).

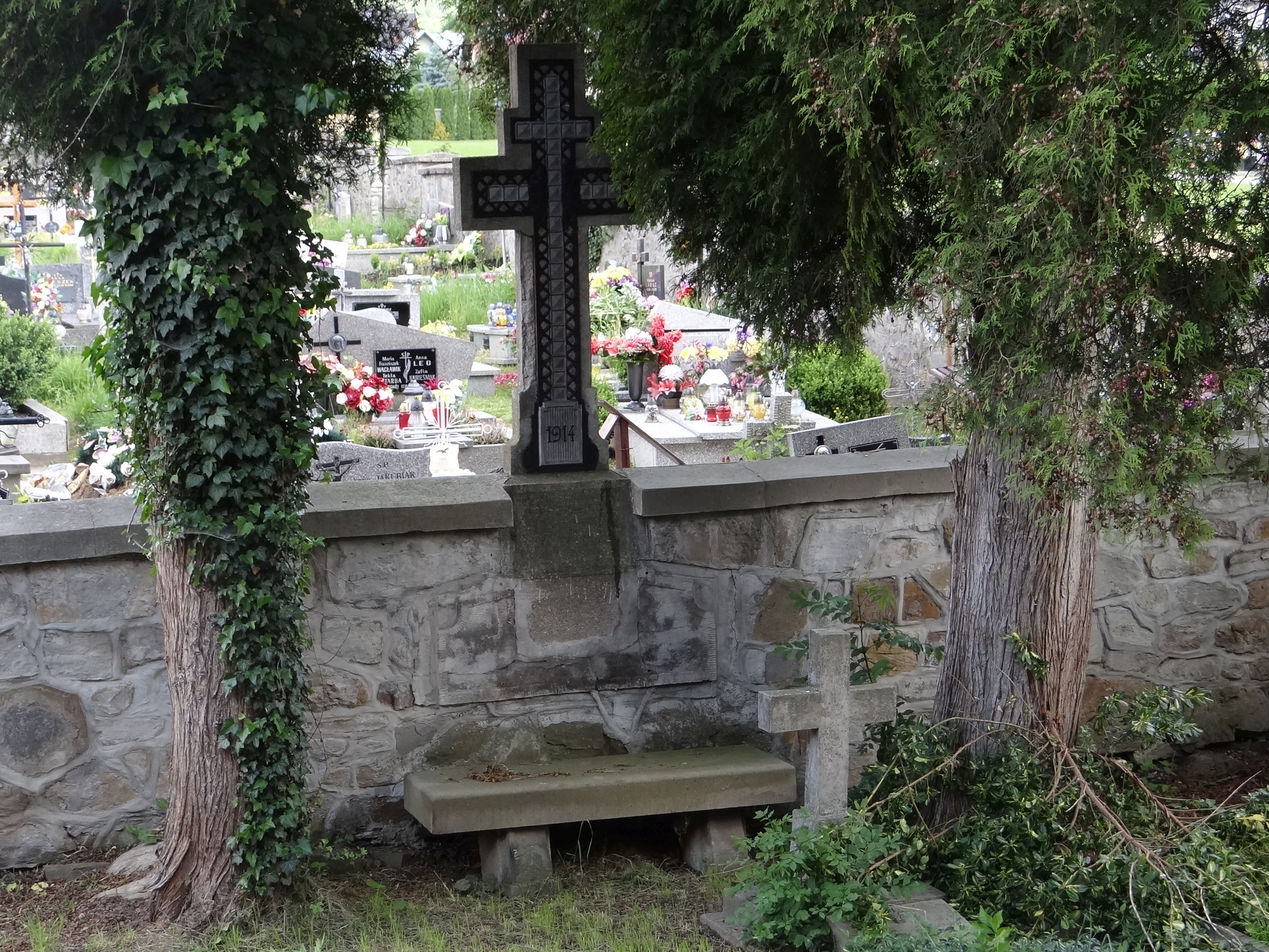
Krzyż lotaryński
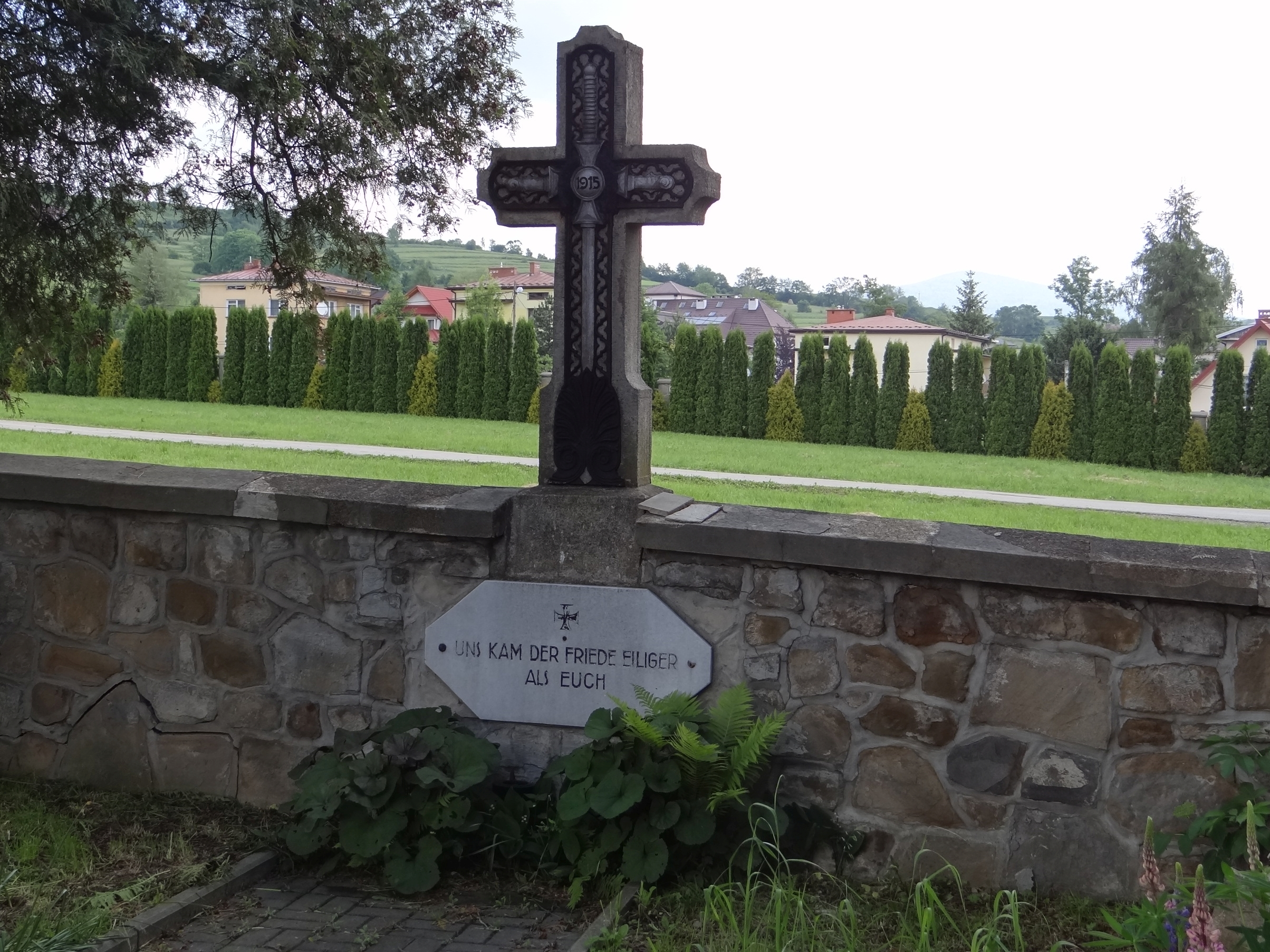
Krzyż łaciński
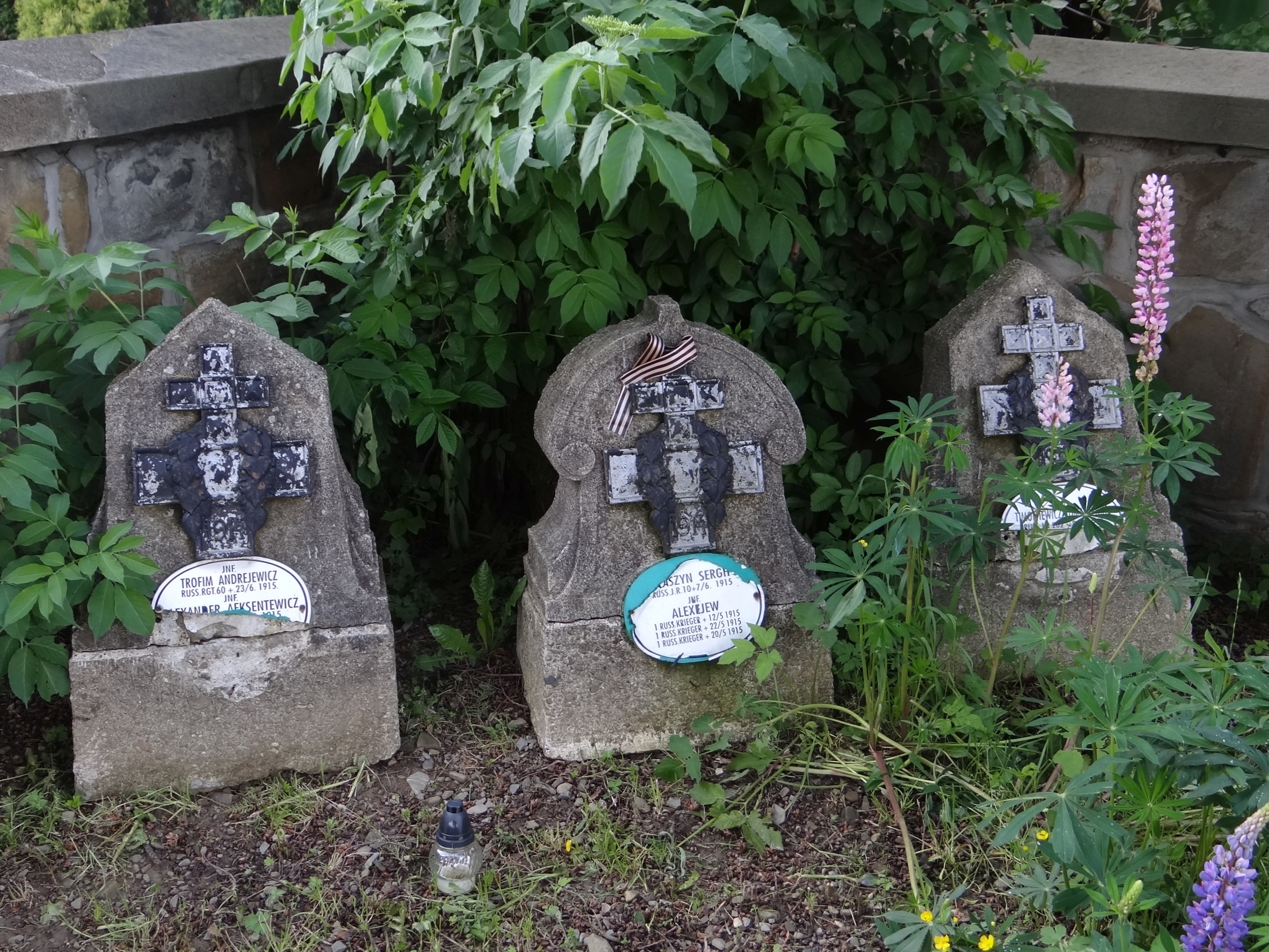
Nagrobki
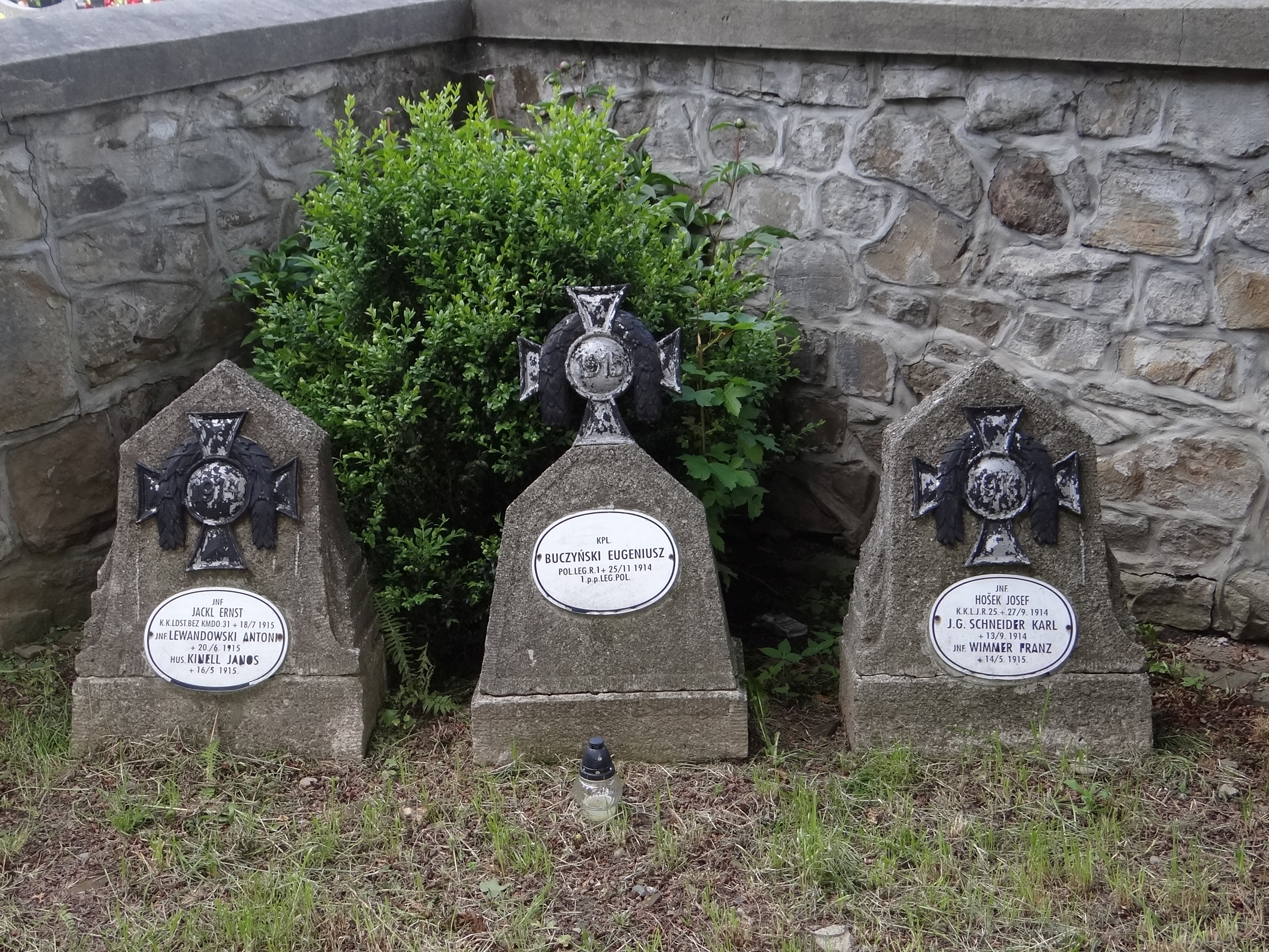
Nagrobki
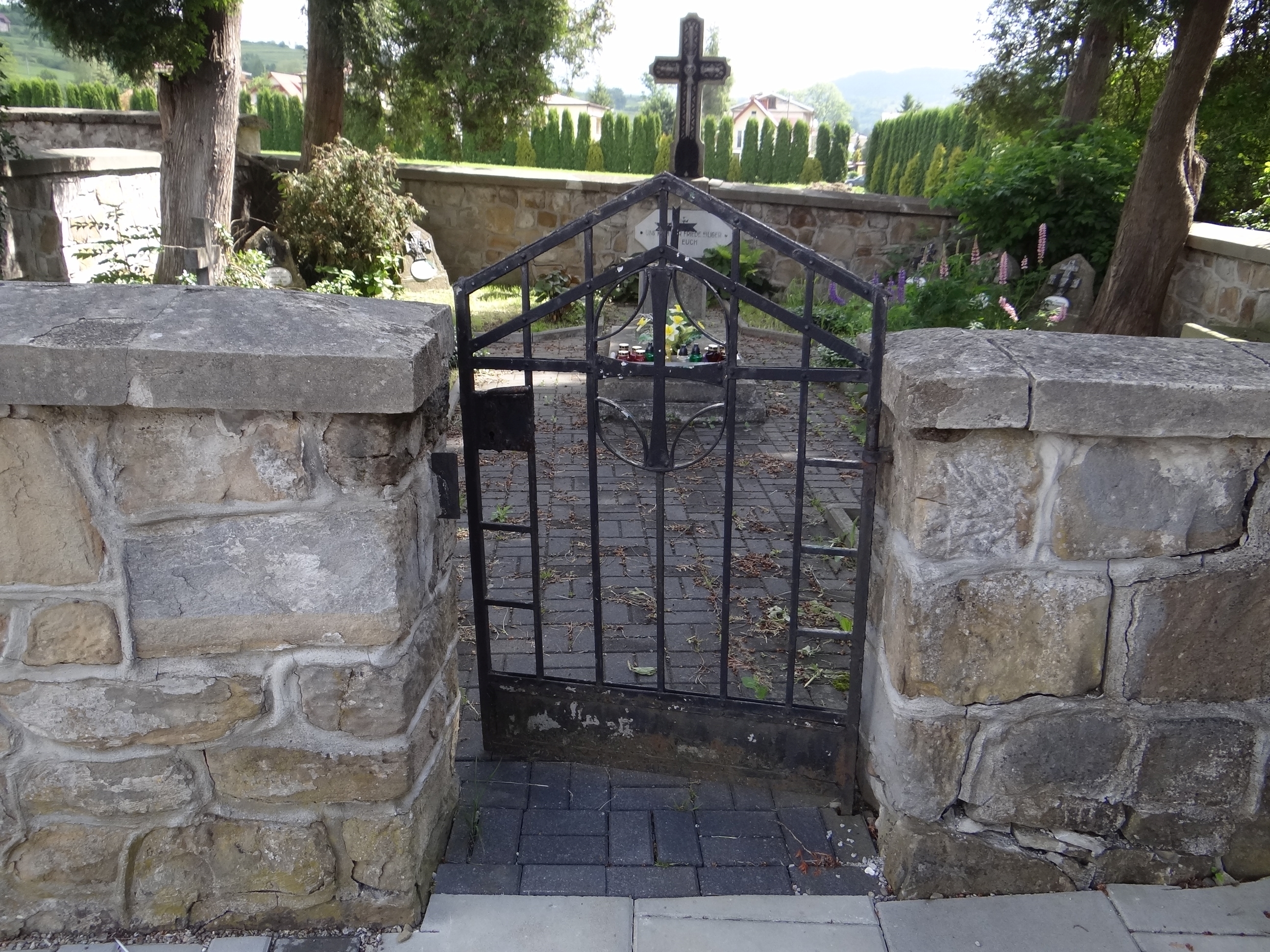
Furtka